# Ленский (Алтайский край)
Ленский — посёлок в Панкрушихинском районе Алтайского края России. Входит в состав Луковского сельсовета.

## История
Посёлок был основан в 1921 году. В 1928 году в Ленском имелось 33 хозяйства, проживало 166 человек. В административном отношении посёлок являлся частью Петровского сельсовета Панкрушихинского района Каменского округа Сибирского края.

## География
Посёлок расположен в северо-западной части Алтайского края, на Приобском плато, на расстоянии примерно 23 километров (по прямой) к северо-западу от села Панкрушиха, административного центра района.

Климат континентальный, средняя температура января составляет −18,7 °C, июля — 22 °C. Годовое количество атмосферных осадков — 465 мм.

## Население
| 1926 | 1997 | 1998 | 1999 | 2000 | 2001 | 2002 |
| ---- | ---- | ---- | ---- | ---- | ---- | ---- |
| 166  | ↗287 | →287 | ↗314 | ↘304 | ↘299 | ↗304 |
| 2003 | 2004 | 2005 | 2006 | 2007 | 2008 | 2009 |
| ↗306 | ↘298 | ↗307 | ↘293 | ↘284 | ↘271 | ↘255 |
| 2010 | 2011 | 2012 | 2013 |      |      |      |
| ↘224 | →224 | ↘221 | ↘217 |      |      |      |

Согласно результатам переписи 2002 года, в национальной структуре населения русские составляли 99 %.

## Инфраструктура
В посёлке функционируют основная общеобразовательная школа (филиал Луковской средней общеобразовательной школы), фельдшерско-акушерский пункт, сельский клуб, библиотека и отделение Почты России.

## Улицы
Уличная сеть посёлка состоит из 2 улиц:
- ул. Новая
- ул. Школьная